# Det Jyske Musikkonservatorium
Det Jyske Musikkonservatorium (dänisch für Das jütische Musikkonservatorium; funktional: Staatliche Hochschule für Musik, Aarhus, englisch The Royal Academy of Music) ist eine staatliche  Einrichtung mit Sitz in Aarhus und Aalborg, die dem Kultusministerium untersteht. Die Schule steht unter der Schirmherrschaft seiner königlichen Hoheit Kronprinz Frederik.
Im Zuge der Internationalisierung trägt die Schule die Namenserweiterung The Royal Academy of Music.
Das Konservatorium in Aarhus liegt in unmittelbarer Nähe zur Universität Aarhus.

## Abschlüsse
Die Ausbildung richtet sich an Musiker, Komponisten und Lehrkräfte und schließt je nach Lehrgang mit
- einer Solistenprüfung (Solist – Dauer: 2 Jahre)
- einem Diplom (Dauer: 5 Jahre)
- einer Lehramtsprüfung (Dauer: 4 Jahre)

ab. Je nach vorausgegangenem oder absolviertem Studium werden darüber hinaus weitere Aufbaustudiengänge angeboten.

## Kompetenzzentrum DIEM
An der Hochschule ist das Dänische Nationale Kompetenzzentrum für Elektronische Musik (kurz: DIEM – für: Danish Institute of Electronic Music) eingegliedert. Es verfügt über zwei modern eingerichtete Tonstudios, wodurch es für künstlerische Arbeit und Forschung in den verschiedenen Gattungen der elektronischen Musik besonders geeignet ist.

## Geschichte
The Royal Academy of Music entstand 2010 durch die Fusion von The Royal Academy of Music in Aarhus, welche 1927 gegründet wurde, und von The Academy of Music in Aalborg, die 1930 gegründet wurde. Beide Akademien wurden ursprünglich von Johan Nilsson und seiner Frau Magda Nilsson gegründet.